# Nicolas Crosbie
Nicolas Crosbie (Niort, 2 april 1980) is een Frans voormalig wielrenner.

## Carrière
Crosbie werd beroepsrenner in 2005, bij Agritubel. Daar reed hij 2 seizoenen om vervolgens naar de ProTour-ploeg Bouygues Télécom te vertrekken.

## Belangrijkste overwinningen
2004
- 9e etappe deel A Ronde van Guadeloupe

## Resultaten in voornaamste wedstrijden
| Jaar | Ronde van Italië | Ronde van Frankrijk | Ronde van Spanje |
| ---- | ---------------- | ------------------- | ---------------- |
| 2005 |                  |                     |                  |
| 2007 | 88e              |                     |                  |